# جورج هاربر
جورج هاربر (بالإنجليزية: George Montague Harper)‏ (11 يناير 1865 المملكة المتحدة - 15 ديسمبر 1922 المملكة المتحدة) هو عسكري بريطاني شارك في الحرب العالمية الثانية.